# Sába (keresztnév)
A Sába női név (eredetileg férfinév volt), lehet, hogy a héber Szabbász névből származik. Jelentése megtért, megtérített, de ismertebb a Sába királynője kifejezésből, ahol Sába egy ókori, dél-arábiai ország neve.

## Gyakorisága
Az 1990-es években szórványos név, a 2000-es években nem szerepel a 100 leggyakoribb női név között.

## Névnapok
- április 12.[2]
- április 24.[2]
- december 5.[2]